# Petruskirche (Bern)

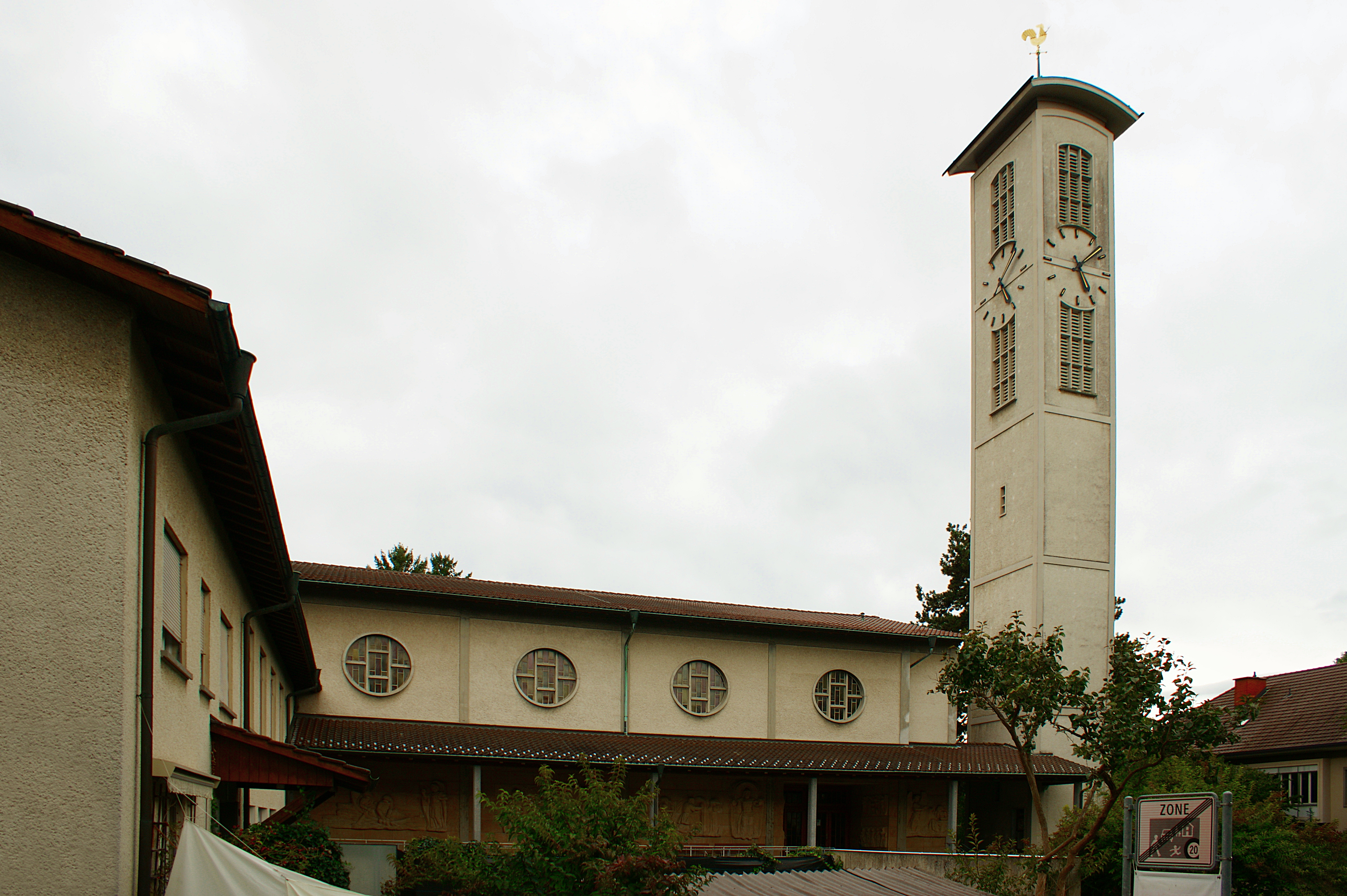
Petruskirche (2019)

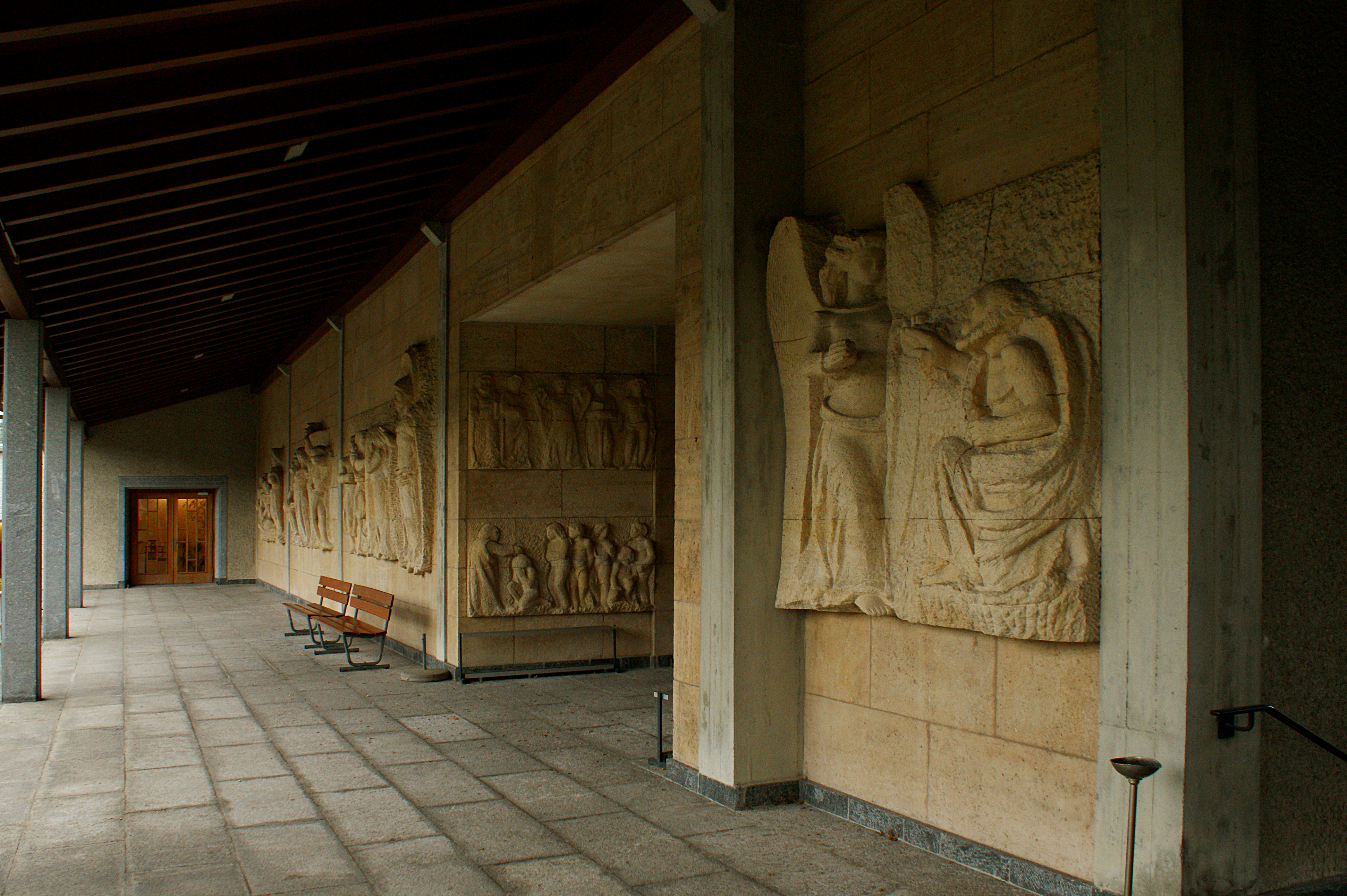
Reliefs von Gustave Piguet, 1951 (Bild 2019)

Die Petruskirche ist ein reformiertes Kirchengebäude an der Brunnadernstrasse 40 in Bern.
Sie wurde 1947 bis 1949 von Max Böhm erbaut. Ihr Turm ist 35 m hoch und besitzt fünf Glocken. Eine Reliefplastik von Gustave Piguet stellt die Geschichte des Apostels Petrus dar. Der bisher bekannteste Pfarrer an der Petruskirche war Klaus Schädelin.